# Parafia św. Teresy od Dzieciątka Jezus w Pętkowicach
Parafia św. Teresy od Dzieciątka Jezus w Pętkowicach – jedna z 10 parafii rzymskokatolickich dekanatu sienneńskiego diecezji radomskiej.

## Historia
Kościół zbudowany został tu przez arian w XVII w. Później przyjęli go katolicy nadając mu tytuł św. Teresy od Dzieciątka Jezus. Od 1930 zamieszkał przy kościele ks. Leon Rafalski z tytułem wikariusza parafii Bałtów. Parafia została erygowana 28 lipca 1934 przez bp. Włodzimierza Jasińskiego z wydzielonych wiosek parafii macierzystej. Kościół został znacznie rozbudowany i wewnątrz malowany w latach 1973−1975 staraniem ks. Mariana Karasińskiego. Konsekracji świątyni dokonał 31 sierpnia 1975 bp. Walenty Wójcik. Kościół w starej części jest zbudowany z kamienia łamanego, a w nowej z białej cegły. 

## Terytorium
Do parafii należą: Okół, Pętkowice, Pętkowice-Kolonia, Wólka Pętkowska.

## Proboszczowie
- 1943−1945 − ks. Antoni Bilski
- 1945−1946 − ks. Jan Trojnar
- 1946−1950 − ks. Julian Banaś
- 1950−1953 − ks. Juliusz Chyżewski
- 1953−1956 − ks. Władysław Sagiet
- 1956−1958 − ks. Tadeusz Morawski
- 1958−1964 − ks. Stanisław Tuszyński
- 1964−1972 − ks. Jan Klimkowski
- 1972−1976 − ks. Marian Karasiński
- 1976−1983 − ks. Antoni Barszcz
- 1983−1987 − ks. Mieczysław Surus
- 1987−1994 − ks. Janusz Bachurski
- 1994−2002 − ks. Julian Zając
- 2002−2006 − ks. Janusz Stanek
- 2006−2011 − ks. Andrzej Dwojakowski
- 2011−2013 − ks. Marek Maciążek
- 2013−2015 − ks. Stanisław Karasek
- 2015–2019 – ks. Artur Woźniak
- 2019–nadal – ks. Zbigniew Zep